# Guise
Guise [ɡɥiz] ist eine französische Stadt mit 4510 Einwohnern (Stand 1. Januar 2022) im Département Aisne in der Region Hauts-de-France; sie gehört zum Arrondissement Vervins und zum Gemeindeverband Thiérache Sambre et Oise.

## Geografie
Guise (ursprünglich Gué sur l’Oise - Furt über die Oise) liegt an der Oise zwischen dem Vermandois und der Thiérache, auf halber Strecke zwischen Saint-Quentin und Vervins im Norden des Départements Aisne.
In geringer Entfernung passiert der Sambre-Oise-Kanal die Gemeinde Guise.

## Geschichte

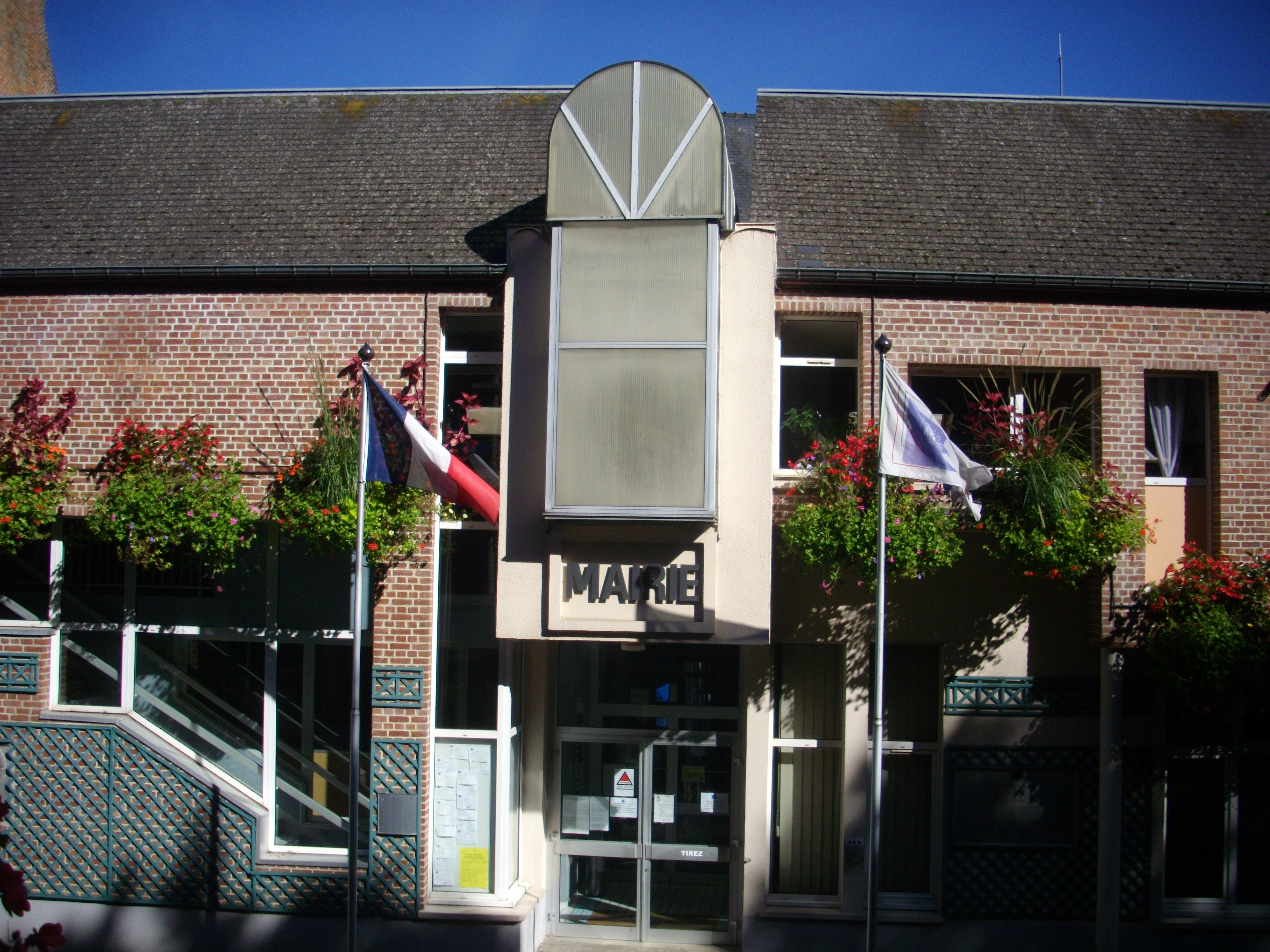
Mairie (Rathaus)

In römischer Zeit gehörte Guise zum pagus Teoracensis (Thiérache). Karl der Kahle, König der Westfranken, übertrug dem Geschichtsschreiber Nithard 845 die Lehen von Hucquigny bei Guise und Hannapes. Nithard, der von seiner Frau Erchanfride kinderlos geblieben war, schenkte seine Lehen der Abtei Prüm, wobei Hannapes später der Abtei Prémontré übertragen wurde. Man nimmt an, dass die Burg von Guise im späten 9. und frühen 10. Jahrhundert errichtet wurde, wobei die Burgherren Vasallen der Grafen von Vermandois waren. Der Bau der Burg von Guise, die die alte Festung ersetzte, wird im Allgemeinen Godefroi de Guise zugeschrieben (siehe Herzogtum Guise).
1180 bestand in Guise ein Kanonikerstift, durch das u. a. die Kirche von Beaurain, die der Abtei Prüm gehörte, betreut wurde. Der Herr von Guise war Vogt der Prümer Güter in der Picardie.
Guise besitzt eine Burg, ein Rest der Befestigungsanlagen Nordfrankreichs aus der Zeit der Herzöge von Guise. Die Burg wurde während des Ersten Weltkriegs schwer beschädigt.
Während der Industriellen Revolution profitierte Guise von den sozialen Experimenten des Unternehmers Jean-Baptiste André Godins, von denen der Ort bis heute profitiert.
Im Lauf beider Weltkriege befanden sich hier militärisch genutzte Flugplätze.

### Flugplatz Guise–Château du Fay
Während des Ersten Weltkriegs befand sich zwei Kilometer östlich des Ortes in den Jahren 1917/1918 ein Feldflugplatz der deutschen Fliegertruppe, der von verschiedenen Jagdstaffeln genutzt wurde.
Im Raum Guise gab es einige weitere Feldflugplätze. Unmittelbar nördlich des Ortes wurde 1918 Guise-Nord genutzt. Guise–Lesquielles, vier Kilometer nördlich von Guise, wurde ebenfalls 1918 genutzt und ein Kilometer nördlich befand sich mit Guise–Lesquielles-Tupigny ein vierter Flugplatz. Guise–Louvry befand sich zwei Kilometer südlich und wurde 1917/1918 genutzt.

### Flugplatz Guise–Tupigny
Ein sechster Feldflugplatz befand sich 1918 unmittelbar östlich Tupignys.
Dieser Standort war während des Zweiten Weltkriegs erneut im Mai/Juni 1940 ein kurzzeitig von deutschen Luftstreitkräften genutzter Platz. Hier lagen „Stukas“ Ju 87B, sie gehörten zur I. Gruppe des Sturzkampfgeschwaders 76 (I./ StG 76). Daneben lagen hier auch Bf 109E in Guise. Die I. Gruppe des Jagdgeschwaders 1 (I./JG 1) und die I. Gruppe des Jagdgeschwaders 27 (I./JG 27) nutzen den Platz jeweils für einige Tage und die I. Gruppe des Jagdgeschwaders 51 (I./JG 51) 10 Tage im letzten Drittel des Mai.

### Flugplatz Guise–Villers
Nordöstlich, zirka fünf Kilometer außerhalb von Guise und ein Kilometer nordwestlich von Villers-les-Guises befand sich früher noch ein siebter Militärflugplatz.
Nach seiner Eröffnung Mitte der 1930er Jahre wurde dies Aérodrome durch den Aéro-Club de la Thiérache betrieben.
Zwischen Ende August 1939 und Mitte Mai 1940 diente er dann der Armée de l’air als Heimat von Beobachtungsflugzeugen, die im Dienst verschiedener Gruppen, Groupes Aériens de Observation, standen.
Nach zwei Luftangriffen durch deutsche Bomber wurde der Platz nach Einnahme der Gegend durch die deutsche Wehrmacht durch die Luftwaffe genutzt.
Der Platz war ebenfalls im Frühsommer 1940 ein „Stuka“-Stützpunkt. Die Ju 87B gehörten zur II. Gruppe des Sturzkampfgeschwaders 2 (II./ StG 2) und zur I. Gruppe der Trägergruppe 186 (I./TrGr 186).
In diesem Zeitraum lagen auch Bf 109E in Guise. Verschiedene Jagdgruppen wechselten sich nach wenigen Tagen ab. Hierzu gehörten die III. Gruppe des Jagdgeschwaders 2 (III./JG 2), I./JG 21, Stab, I. und II./JG 21, I./JG 51, III./JG 52 und die I./JG 76.
Nach dem Waffenstillstand und während der deutschen Besatzung Frankreichs wurde er dann aber nicht mehr von den Deutschen als Flugplatz genutzt.
Nach der Befreiung der Gegend durch die Alliierten übernahm 1945 zunächst wieder der Luftsportverein den Betrieb des Flugplatzes. Im Jahr 1947 ordnete das französische Transportministerium dann jedoch die Schließung an und Anstrengungen für eine Wiederbelebung in den 1950er Jahren blieben ohne Ergebnis.

### Bevölkerungsentwicklung
| Jahr                       | 1962 | 1968 | 1975 | 1982 | 1990 | 1999 | 2010 | 2022 |
| Einwohner                  | 6284 | 6805 | 6642 | 6195 | 5976 | 5901 | 5173 | 4510 |
| Quellen: Cassini und INSEE |      |      |      |      |      |      |      |      |

## Sehenswürdigkeiten
- Burg Guise (Château de Guise), Monument historique[4]
- Arbeiter-Wohnkomplex Familistère aus der Mitte des 19. Jahrhunderts, Monument historique[5]
- Kirche Saint-Médard
- Kirche Saint-Pierre et Saint-Paul, Monument historique[6]
- Hotel Warnet aus dem 17./18. Jahrhundert, Monument historique[7]

Siehe auch: Liste der Monuments historiques in Guise

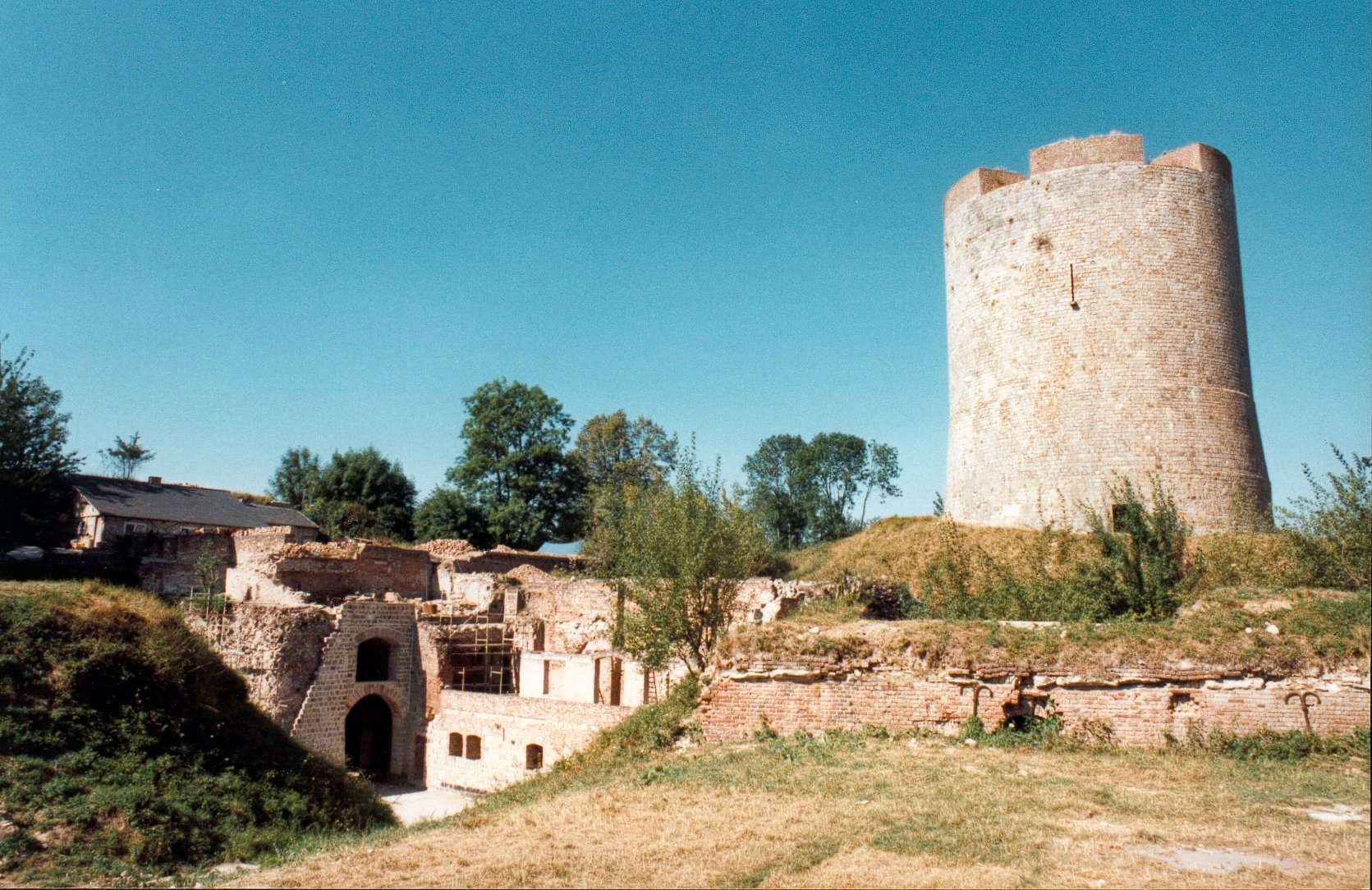
Burg Guise
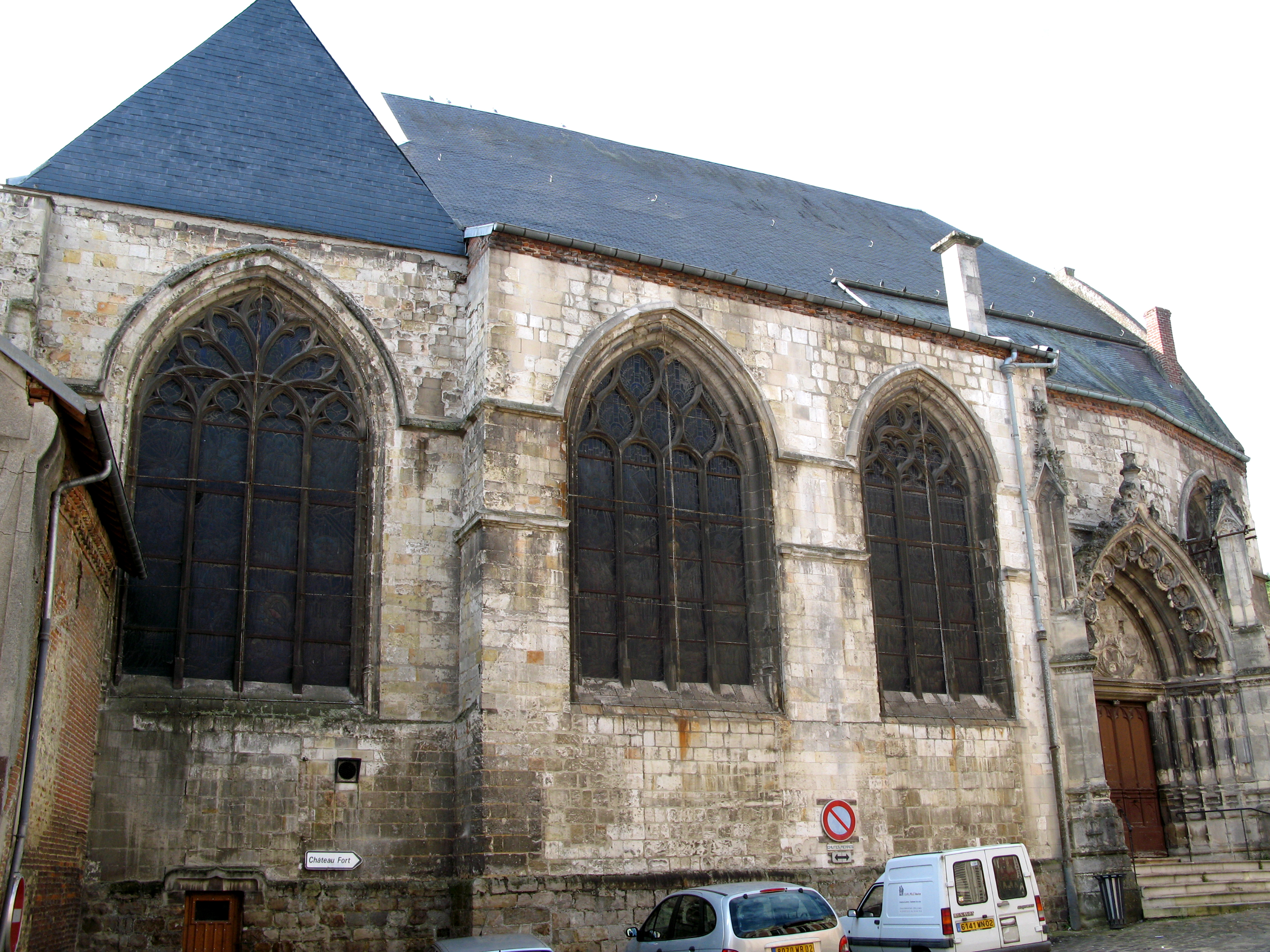
Kirche Saint-Pierre et Saint-Paul
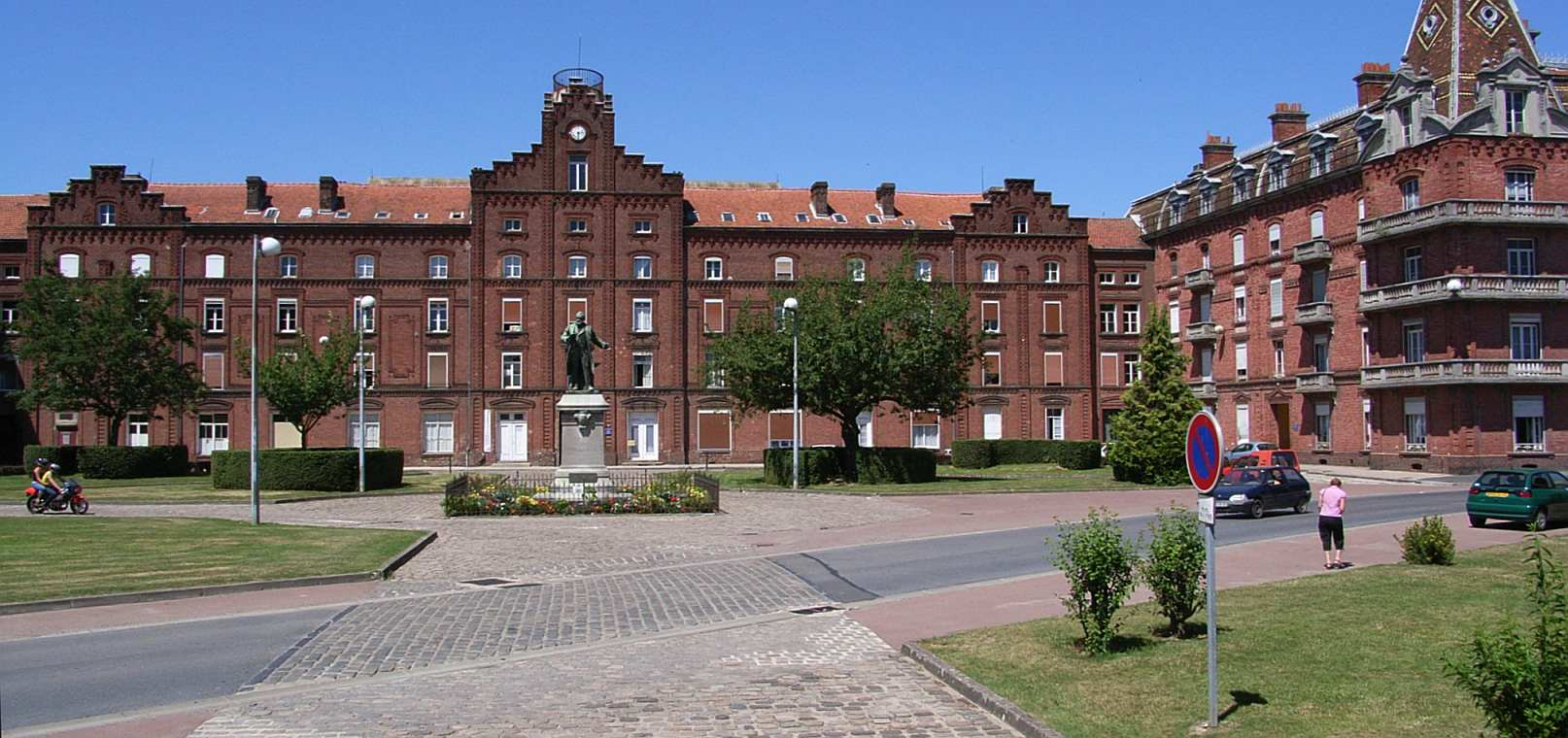
Familistère
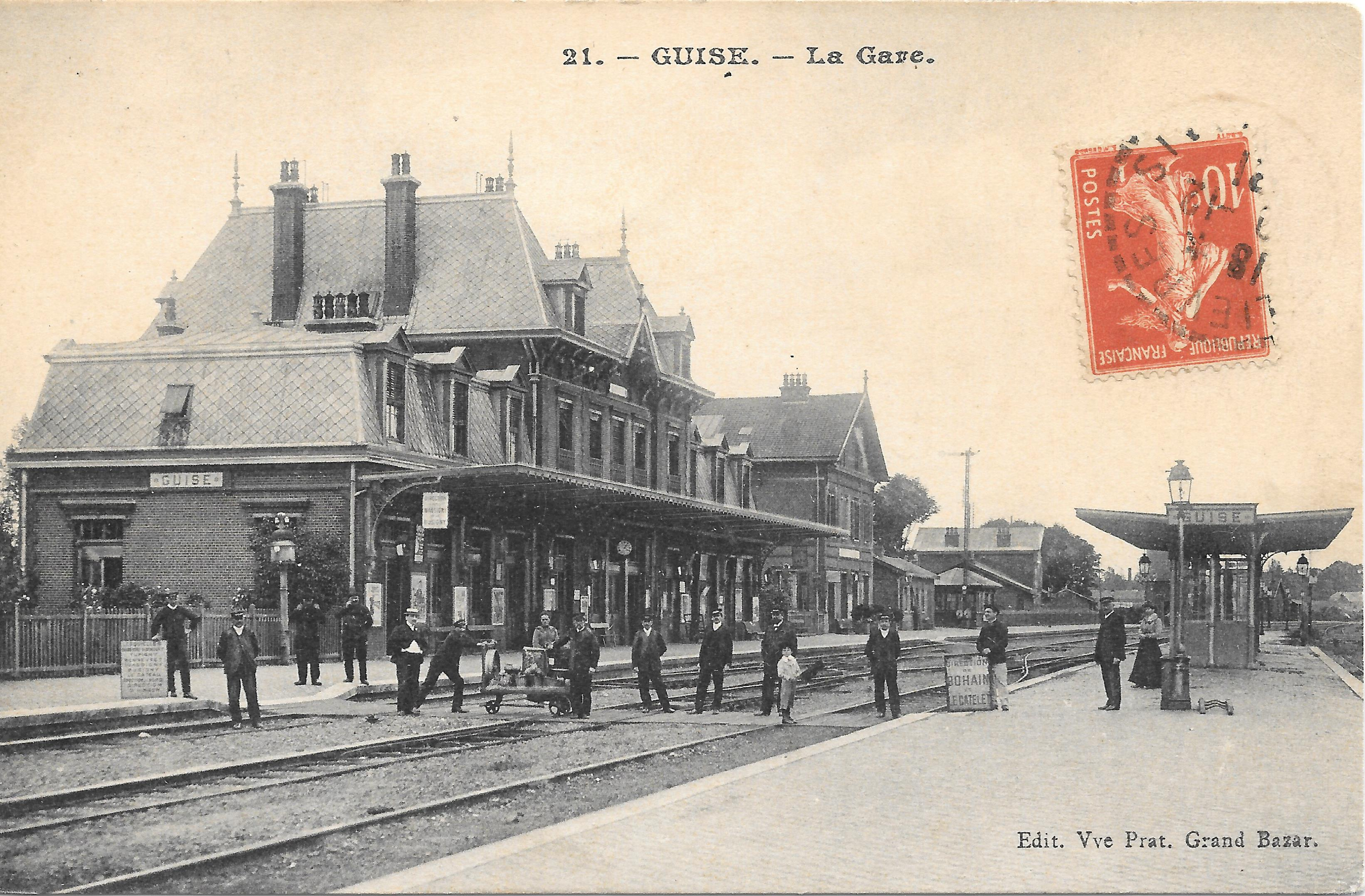
Bahnhof Guise um 1910

## Verkehr
1874 erhielt die Stadt einen Bahnhof an der Bahnstrecke Saint-Quentin–Guise, deren Reiseverkehr in diesem Abschnitt 1966 eingestellt wurde. Die Bahnstrecke Laon–Le Cateau erreichte Guise 1892 und wurde 1896 in Richtung Le Cateau verlängert; dort wurde der Personenverkehr bereits 1937 auf die Straße verlagert. Im Jahr 1900 wurde die Bahnstrecke Guise–Le Catelet eröffnet, die im Sommer 1951 ihren Verkehr verlor und 1955 stillgelegt wurde. Das Empfangsgebäude aus dem Jahr 1892 wurde im Ersten Weltkrieg zerstört.

## Persönlichkeiten
- Camille Desmoulins (1760–1794), Rechtsanwalt, Journalist und Politiker, in Guise geboren
- Jean-Baptiste André Godin (1817–1888), Unternehmer
- Jeanne Macherez (1852–1930), Krankenschwester und Kriegsheldin
- Jacques Mahieux (1946–2016), Jazzmusiker, in Guise geboren
- Hubert Sauvage, Architekt, in Guise geboren